# لويس وارتون
لويس وارتون (18 يناير 1896 في ترينيداد وتوباغو - 31 ديسمبر 1957 في ترينيداد وتوباغو) (بالإنجليزية: Louis Wharton)‏ هو لاعب كريكت بريطاني وبريطاني (وحمل سابقاً جنسية المملكة المتحدة لبريطانيا العظمى وأيرلندا). لعب مع نادي مقاطعة سومرست للكريكت ‏ ونادي الكريكت في جامعة أكسفورد ‏.